# Euryptera leonina
Euryptera leonina là một loài bọ cánh cứng trong họ Cerambycidae.